# Acantholimon pterostegium
Acantholimon pterostegium är en triftväxtart som beskrevs av Aleksandr Andrejevitj Bunge. Acantholimon pterostegium ingår i släktet Acantholimon och familjen triftväxter. Inga underarter finns listade i Catalogue of Life.